# Bosilegrad (općina)
Bosilegrad je općina na samom jugoistoku Srbije, na granici sa Sjevernom Makedonijom i Bugarskom. 
Općina Bosilegrad je dio Pčinjskog okruga središte općine je grad Bosilegrad. Općina se sastoji od grada Bosilegrada i 36 okolnih naselja.

## Povijest
Do 1918. godine općina je pripadala Bugarskoj i u njoj danas živi 70% Bugara.

## Obrazovanje
Na teritoriju općine nalazi se jedna gradska osnovna škola: "Georgi Dimitrov". Također postoji i jedna srednja : Gimnazija.

## Kultura
- Centar za kulturu -Bosilegrad
- Kulturno-informativni centar "Caribrod" bugarske nacionalne manjine u Srbiji

## Mediji
- Radio Kodal
- Radio Bosilegrad
- Kabelska TV Kodal

## Poznate osobe
- Emanuil Popdimitrov; pisac.
- Jordan Zahariev; etnolog.
- Stojne Jankov-pisac

## Vanjske poveznice
- službena stranica općine
- gradski forum  Arhivirana inačica izvorne stranice od 31. prosinca 2006. (Wayback Machine)